# Sivi tuljan
Sivi tuljan (lat. Halichoerus grypus) je sisavac iz porodice Phocidae.
Areal vrste obuhvaća veći broj država na području sjevernog Atlantika. Živi u državama kao što su: Island, Norveška, Portugal, Francuska, Kanada, SAD, Rusija, Švedska, Poljska i dr.
Sivi tuljan ima prepoznatljivu njušku. Odrasli tuljani imaju sive blijede pruge na puno svjetlijoj boji tijela. Mužjaci su dva do tri puta teži od ženki, što je najveća razlika između spolova. Kada ne love, vrijeme provode ležeći na stijenama ili u plitkim vodama s nosnicama izvan vode.
Obično su u vodi, na obali ili na plaži, a ponekad i na travnjacima daleko od obale. 
Kada se okote, mladunci imaju bijelo krzno. Vrijeme provode na obali dva ili tri mjeseca prije nego što se usude ući u vodu. 
Ova vrsta nije ugrožena.